# Earl Van Dorn
Earl Van Dorn (Port Gibson, Misisipi, 17 de septiembre de 1820 - Spring Hill, Tennessee, 7 de mayo de 1863) fue un general de los confederados en la guerra de Secesión. 

## Bíografía
Earl Van Dorn se graduó en West Point en 1842 como uno de los peores de su clase. En 1843 Van Dorn se casó con Caroline Godbold y tuvo con ella 4 hijos e hijas durante su vida. Al principio de su carrera militar Van Dorn fue transferido al sur de los Estados Unidos. Luego luchó en la guerra mexicano-americana y después contra los seminolas y los comanches. Earl Van Dorn se convirtió en héroe nacional por sus acciones durante la lucha contra los últimos.   

### Guerra de Secesión
Cuando la Guerra de Secesión empezó, Van Dorn dimitió del Ejército de los Estados Unidos y se unió a los confederados. Como un luchador experimentado, Van Dorn ascendió rápidamente en el Ejército Confederado desde coronel en marzo hasta general de división en septiembre de 1861.  
Earl Van Dorn dirigió a las unidades confederadas en la batalla de Pea Ridge (Elkhorn Tavern), Arkansas.  La derrota de los confederados en esta batalla permitió a las fuerzas de la Unión controlar Misuri.  La incompetencia de Van Dorn durante la batalla de Corinth, Misisipi, en octubre de 1862, llevó a la Unión hacia otra victoria. 
Por ello, después de esa batalla, Van Dorn fue transferido a una unidad de caballería bajo el mando de John C. Pemberton y como tal mostró su verdadera fuerza ganando las batallas de Holly Springs y de Thompson Station. Desde entonces se le trató como uno de los comandantes más capaces de la caballería confederada. 
Earl Van Dorn murió el 7 de mayo de 1863 en su cuartel general en Spring Hill, Tennessee. Fue asesinado a tiros por Dr. George B. Peters, quien creía que Van Dorn tenía un romance con su esposa. Peters fue arrestado pero nunca fue acusado de asesinato y Van Dorn fue enterrado en el cementerio Wintergreen en Port Gibson.